# Dichotomius agesilaus
Dichotomius agesilaus là một loài bọ cánh cứng trong họ Bọ hung (Scarabaeidae).